# Prionacris compressa
Prionacris compressa is een rechtvleugelig insect uit de familie Romaleidae. De wetenschappelijke naam van deze soort is voor het eerst geldig gepubliceerd in 1878 door Stål.